# Italiano regional del norte
El italiano regional septentrional se refiere al macrogrupo dialectal de la lengua italiana hablado en el norte Italia, en San Marino y en la Suiza italiana.

## Origen y características
Las variedades del italiano septentrional tienen su origen en el encuentro del italiano estándar con las lenguas galoitálicas del norte de Italia, debido principalmente a la escolarización. La principal característica común a todas estas variantes regionales septentrionales es:
- Uso mayor del pasado próximo en lugar del "pasado remoto"[3]
- Uso del verbo "haber" en sentido posesivo, como en las lenguas galoitálicas y en la lengua véneta.